# 察罕 (色目人)
察罕（13世纪—1322年），元朝西域板勒纥（巴里黑城，今阿富汗巴尔赫）人，芮国公伯德那之子。
因父亲在官河东做官，察罕生于河中猗氏县（今山西临猗）。察罕博闻强记，通晓各国语文。开始任行军万户府奥鲁千户。至元年间，任湖广行省、蒙古都万府知事、理问，辅佐平章奥鲁赤裁决政事。1287年，随镇南王脱欢征安南陈朝。1291年，行枢密院经历。随奥鲁赤治湖广、江西。1300年，元成宗任命他为武昌路治中，因为有政绩擢升为河南行省郎中。1308年，元武宗命他为詹事院判、太子府正，加昭文馆大学士，和囊加台掌管东宫右卫。1311年，元仁宗即位后，历任中书参知政事。次年，担任平章政事，商议中书省事。他把《贞观政要》、《帝範》翻译成蒙古文，《脱必赤颜》翻译成汉文，汉文本叫《圣武开天记》、《太宗平金始末》。另著《纪年纂要》。1314年，年老致仕。他晚年在德安白云山别墅修养，元仁宗赐他“白云先生”之号。程钜夫作赞：“白云山人起西域，阳春为心王为德”。

## 传記資料
- 《元史》卷137 列传第二十四
- 《新元史》卷199 列传第九十六